# Большой Сергиевский переулок
Большо́й Се́ргиевский переулок — улица в центре Москвы в Мещанском районе между Трубной улицей и Сретенкой.

## Происхождение названия
Название Большого и Малого Сергиевских переулков возникло в XVIII веке по церкви Преподобного Сергия «что в Пушкарях у Трубы», известной с 1547 года (снесена в 1935 году).

## История
В XVII веке здесь находилась слобода пушкарей, построивших себе в 1689 году каменную церковь Сергия, которая так и называлась — «что в Пушкарях». Переулок, где на месте школьного здания (№ 6) стояла церковь, называется по ней Большим Сергиевским. В первый раз упоминалась она тогда же, когда и соседняя Никольская в Драчах церковь — в пожар в 1547 году сгорели «рожественская улица и монастырь Рожественский и Сергий святый…» В 1657 году сообщалось, что тут «церковь деревянная Сергия чюдотворца, что в Пушкарской слободе, другая каменная церковь несвершена». За четыре года до этого прихожане начали строить рядом с деревянной каменную церковь, храм был окончен и освящён в 1689 году.
Сергиевская церковь долгое время считалась «артиллерийской», и когда из неё совершался крестный ход на Неглиненский пруд, то пушкари производили «пушечную пальбу». Здание, выстроенное около этого времени, оставалось неизменным до 1763 года, когда пристроили придел иконы Казанской Богоматери. Как бывало обычно, трапезную в XIX веке пришлось расширить, что и было сделано в 1837—1841 годах. В 1897 году церковь была отреставрирована архитектором И. П. Машковым — восстановлено пятиглавие, два ряда кокошников, снята штукатурка, восстановлены утраченные архитектурные детали фасада, карнизы и наличники окон. Церковь снесли в 1935 году, предварительно закрыв, как было написано в постановлении Моссовета, «ввиду острой необходимости помещения для глухонемых».
В этом переулке прошли последние годы жизни певца О. Л. Лазарева (№ 10).

## Описание
Большой Сергиевский переулок начинается от Трубной улицы как продолжение Малого Сергиевского и проходит на восток параллельно Пушкарёву слева и Колокольникову справа. Выходит на Сретенку напротив Лукова переулка.

## Примечательные здания и сооружения
По нечётной стороне:
- № 5—7 — Доходный дом И. И. Пуришева,  И. А. Кацман (1912, архитектор О. О. Шишковский)[1] — оригинальный дом №5 снесён в 2008 году
- № 9 — Жилой дом (конец 1920-х — начало 1930-х годов)[3], ныне — РЭУ ОДС Мещанский Сретенка Центрального адм. округа;
- № 11 — Доходный дом Гинзбурга (1913, архитектор А. Н. Зелигсон)[1].

По чётной стороне:
- № 18 — Доходный дом Афанасьевых (1914, архитектор С. Д. Езерский)
- № 20 — Доходный дом (1900, архитектор С. А. Гамбурцев)